# Adora Svitak
Adora Lily Svitak (sinh ngày 15 tháng 10 năm 1997 tại Seattle, Hoa Kỳ) là một thần đồng người Mỹ gốc Séc và Trung Quốc, một tác giả nổi tiếng và được biết đến qua các bài tiểu luận, truyện ngắn, thơ, blog và truyện dài. Cô bé có khả năng rất khác thường. Mới 2 tuổi rưỡi, cô đã biết đọc và biết viết. Đến năm cô bé 3 tuổi, sức đọc của cô bé rất khác thường. Mỗi ngày cô đọc được từ 2 đến 3 cuốn sách dày. Đầu tiên, Adora được thừa nhận trên các bản tin địa phương tại Seattle, Washington của rằng có khả năng viết truyện. Adora trở thành một sự quan tâm của thế giới lúc 7 tuổi, khi xuất hiện với phóng viên truyền hình Diane Sawyer trên chương trình thời sự thường ngày Good Morning America. Cuốn sách Flying Fingers (Những ngón tay bay) ngụ ý nói lên niềm yêu thích ngôn ngữ và viết. Và nó cũng chứa đựng những lời khuyên và lời gợi ý của Andora cho những tác giả khác. Vào năm 2005, Adora bắt đầu viết blog và online hàng ngày. Ngoài việc viết lách, Adora còn đóng vai trò"Đại sứ giáo dục và hòa bình"với những chuyến thăm và nói chuyện cùng thiếu nhi tại nhiều nước trên thế giới.